# Flaly
Le flaly est un masque à visage féminin de la ville de Gohitafla, en Côte d'Ivoire et de l'ethnie gouro dont le nom signifie "femme peule".

## Description
Il ressemble au masque zaouli, mais avec des plumes de toucan.

## Danse
Il est associé à une danse proche du goly, à la fois dans les pas et la présence de hochets en calebasse dans des filets sertis de pierres.